# Trachymyrmex echinus
Trachymyrmex echinus är en myrart som beskrevs av Weber 1938. Trachymyrmex echinus ingår i släktet Trachymyrmex och familjen myror. Inga underarter finns listade i Catalogue of Life.